# Пер Бергеруд
Пер Бергеруд (норв. Per Bergerud; нар. 28 червня 1956) — норвезький стрибун з трампліна. Переможець та призер чемпіонатів світу з лижних видів спорту.
Очолював організаційний комітет при підготовці та проведенні чемпіонату світу з біатлону 2016 року в Голменколлені.